# Adalbertsfelsen

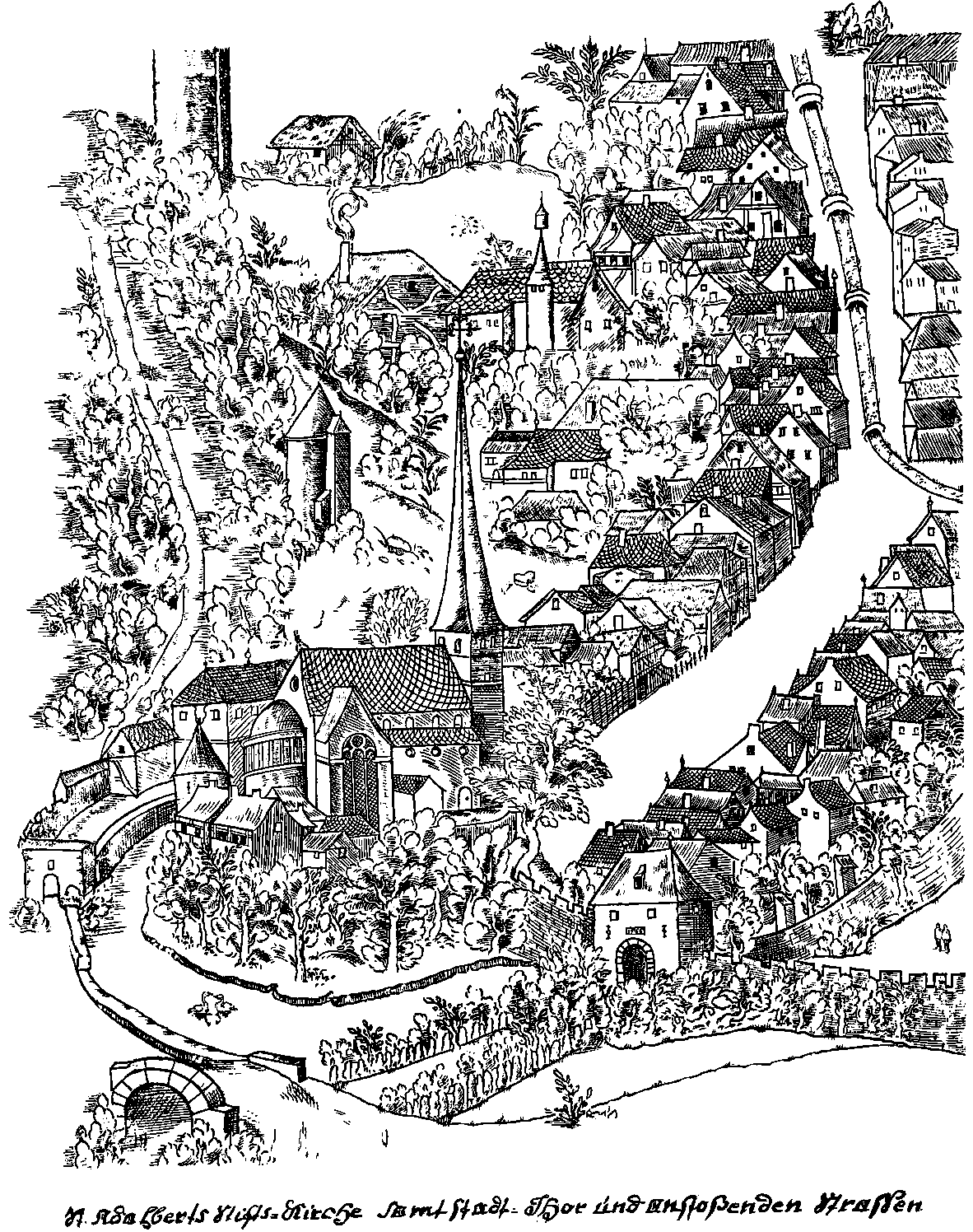
Gedeeltelijke weergave van Aken in 1566 met een schematische voorstelling van de kerk, de Adalbertsturm (met puntdak links van de kerk) en de Adalbertstor.

De Adalbertsfelsen is een rotsformatie aan de oostkant van de binnenstad van Aken. Ze is gelegen aan de Kaiserplatz, Stiftstraße en Heinrichsallee. Hier rijzen rotsen uit de grond.

## Geschiedenis
De weg langs de Adalbertsfelsen bestond al sinds de Romeinse tijd en verbond Aken met de stad Jülich.
Rond de 11e eeuw werd er op de rotsformatie de Sint-Adalbertkerk opgetrokken, een kapittelkerk (of stift) gewijd aan de heilige Adalbert van Praag.
In het midden van de 13e eeuw verrees in deze omgeving de Ursulinertor (Ursulinenpoort), als onderdeel van de binnenste stadsommuring. Bij de bouw legde men de nadruk op de verbinding met het belangrijke Adalbertsstift.
Direct ten zuiden van de rotsformatie werd in de 14e eeuw de Adalbertstor opgetrokken bij de weg naar Jülich, de meest oostelijke stadspoort van de buitenste stadsmuren van Aken. De naam van deze poort verwijst naar het stift. De Adalbertstor had een voorpoort waartussen een stenen brug lag die over de stadsgracht voerde. Op de rotsen bij de poort werd ook de weertoren gebouwd, de Adalbertsturm. Ter ondersteuning van de buitenste stadsmuren werden er wachthuizen gebouwd voor de manschappen die de stadspoorten en weertorens van de stadsmuur moesten bemannen. Een van die wachthuizen was gelegen op de Adalbertsfelsen. Ten noorden van de rotsen bevond zich de Wasserturm.

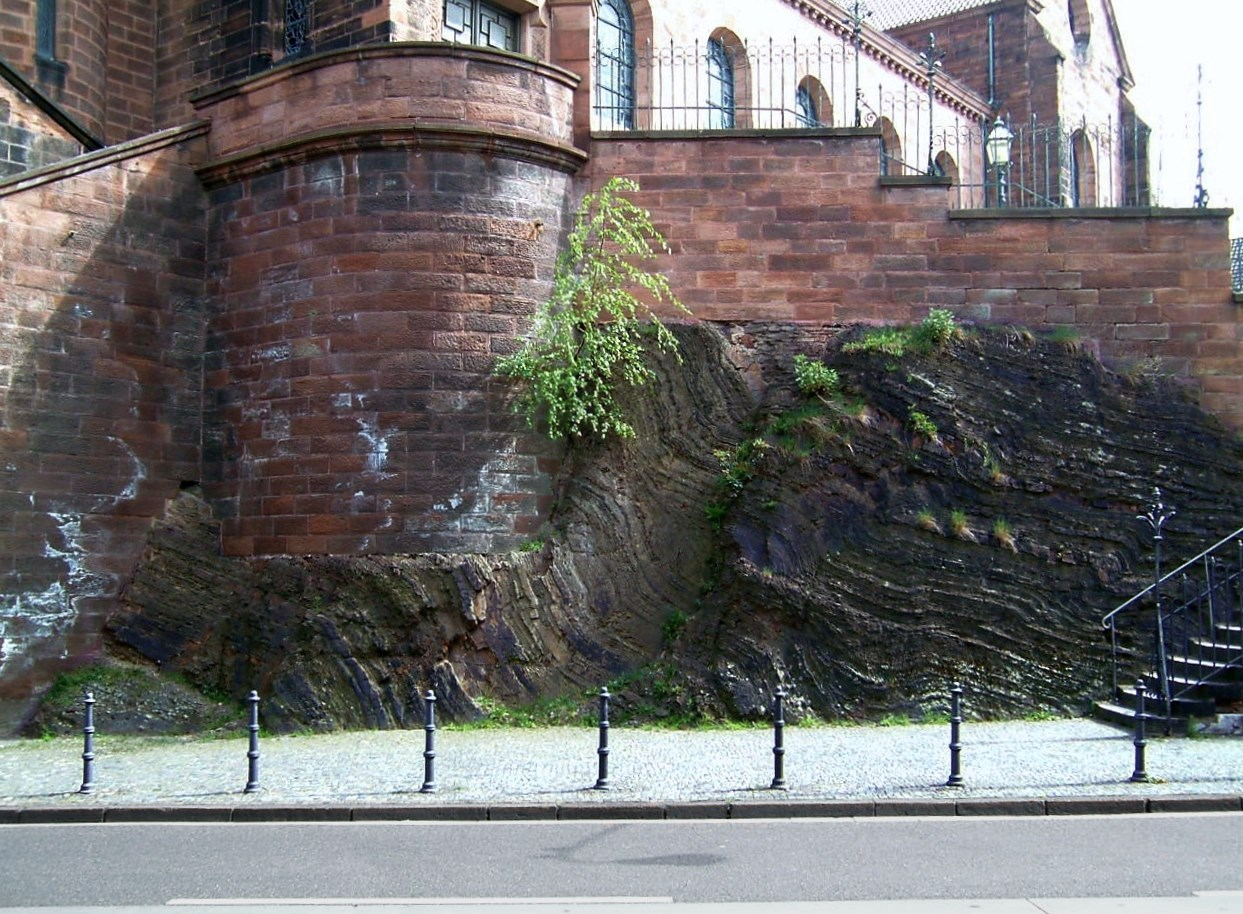
De rotsen